# Villa Kraenepoel

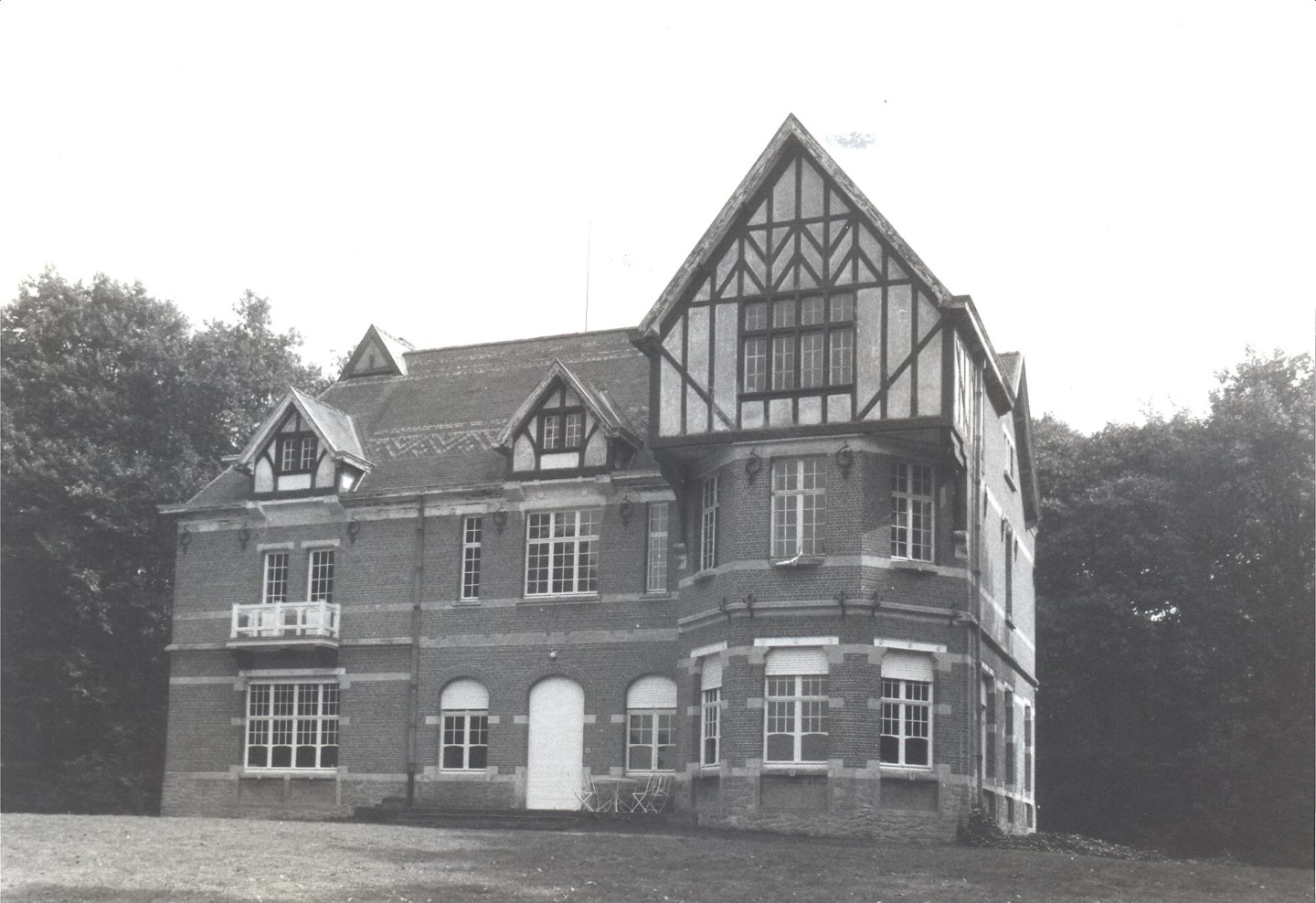
Villa Cranenpoel

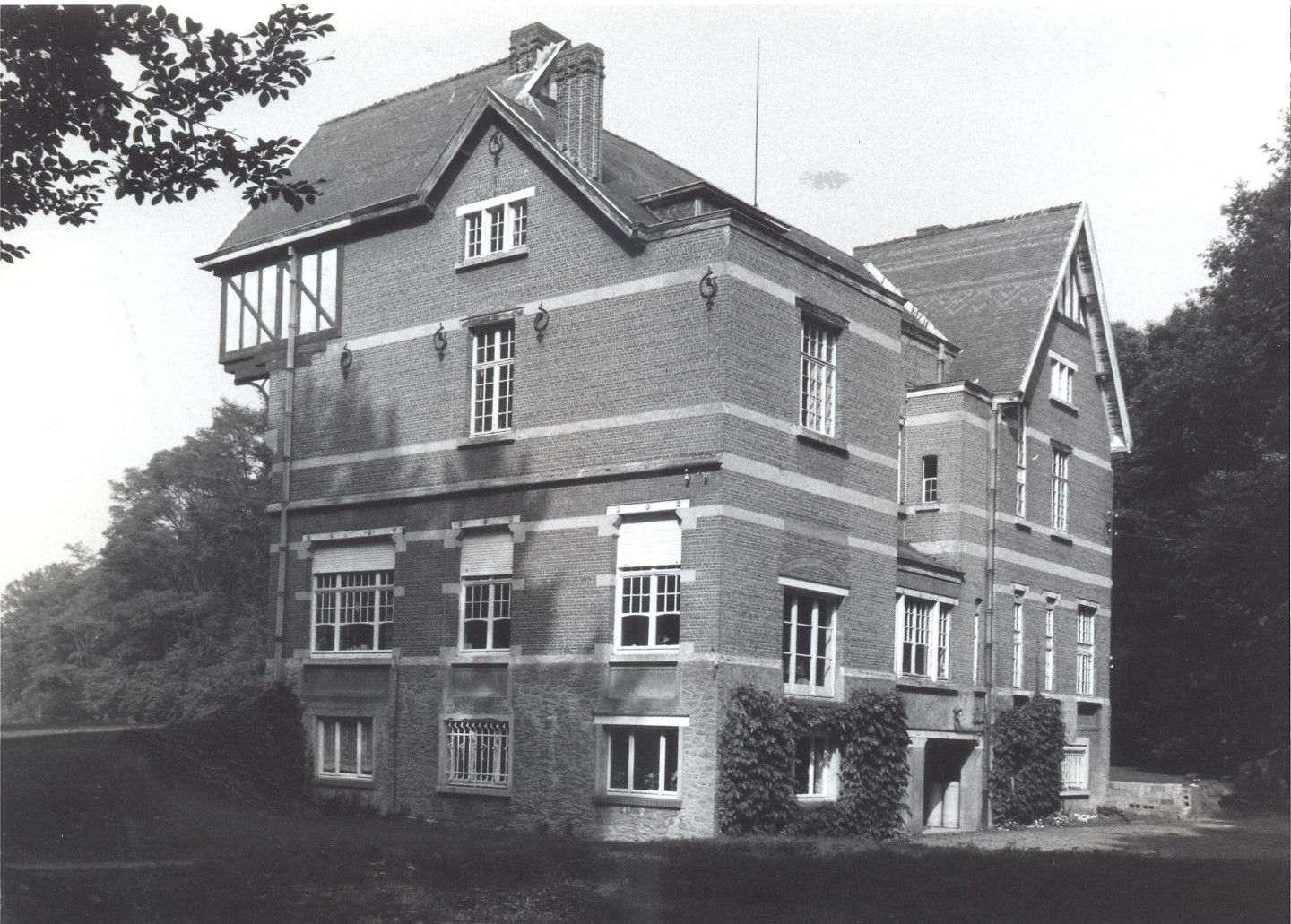

Villa Cranenpoel, ook Villa Kraenepoel genoemd, is een groot zomerhuis met uitzicht op de Kraenepoelvijver in Aalter. Het werd in 1902 gebouwd in Normandische cottagestijl met pseudo-vakwerk in de geveltoppen.
Het grote dak is bedekt met leisteen.
Het landhuis is toegankelijk via twee beukendreven die naar de Lotenhullestraat leiden. 

## Referentie
- https://id.erfgoed.net/erfgoedobjecten/34637